# Dolichopus canadensis
Dolichopus canadensis är en tvåvingeart som beskrevs av Van Duzee 1921. Dolichopus canadensis ingår i släktet Dolichopus och familjen styltflugor. Inga underarter finns listade i Catalogue of Life.